# Созополи
Созополи (грч. Σωζόπολη) је приморско насељено место у општини Нова Пропонтида у периферији Средишња Македонија, Грчка. Према попису из 2021. године било је 440 становника.
Насеље је некада било метох светогорског манастира Хиландар на коме су радили мештани околних села. Тридесетих година 20. века део метоха је откупљен и подигнуто је ново насеље где су насељене грчке избегличке породице (углавном из Созопола у Бугарској) којих је на попису из 1940. године било 240. Село се раније звало Српски Метох.